# Hyper Hyper
Hyper Hyper è un singolo del gruppo musicale techno tedesco degli Scooter, pubblicato nel 1994.
Primo singolo del gruppo, è uno dei brani dance più di successo del 1994. Nonostante il genere musicale si accosti maggiormente alla vecchia scuola happy hardcore e quindi agli ambienti dei raduni, il successo fu tale da eguagliare in termini di popolarità molto successi  eurodance che nei primi anni Novanta incominciavano a dominare la scena delle discoteche . In tal senso Hyper Hyper consacrò il gruppo a livello internazionale.
Carattere unico del brano (e da lì in tutta la produzione degli Scooter) è la presenza di campionamenti live, ma soprattutto la voce del cantante che improvvisa, rappa ed incalza l'ascoltatore. Vengono citati numerosi dj techno famosi dell'epoca.

## DJ citati nella canzone
- Westbam ;
- Marusha ;
- Stevie Mason ;
- The Mystic Man ;
- DJ Dick ;
- Carl Cox ;
- The Hooligan ;
- Cosmic ;
- Kid Paul ;
- Dag ;
- Mike van Dike ;
- Jens Lissat ;
- Lenny D ;
- Sven Väth ;
- Mark Spoon ;
- Marco Zaffarano ;
- Hell ;
- Paul Elstak ;
- Mate Galic ;
- Roland Casper ;
- Sylvie ;
- Miss Djax ;
- Jens Mahlstedt ;
- Tanith ;
- Laurent Garnier ;
- Special ;
- Pascal FEOS ;
- Gary D ;
- Scotty ;
- Gizmo .